# فيلي كولون
فيلي كولون (بالإنجليزية: Willie Colón) هو منتج أسطوانات ومغني أمريكي، ولد في 28 أبريل 1950 في ذا برونكس في الولايات المتحدة.

## وصلات خارجية
- الموقع الرسمي
- فيلي كولون على موقع IMDb (الإنجليزية)
- فيلي كولون على موقع الموسوعة البريطانية (الإنجليزية)
- فيلي كولون على موقع ميوزك برينز (الإنجليزية)
- فيلي كولون على موقع أول ميوزيك (الإنجليزية)
- فيلي كولون على موقع ديسكوغز (الإنجليزية)
- فيلي كولون على موقع قاعدة بيانات الفيلم (الإنجليزية)